# Karl Dane
Karl Dane (12 de octubre de 1886 – 15 de abril de 1934) fue un actor y humorista de la época del cine mudo.  

## Primeros años
Su verdadero nombre era Rasmus Karl Therkelsen Gottlieb, y nació en Copenhague, Dinamarca. Sus padres eran Rasmus Carl Marius Gottlieb y Anne Cathrine Simonsen Gottlieb. Tenía tres hermanos: Georg Valdemar Johan, Reinald Marius, Viggo Eiler. El matrimonio de sus padres fue aparentemente conflictivo, con problemas económicos y de alcohol por parte de su padre. En 1903 los padres de Dane se divorciaron, quedando su custodia a cargo de su madre.
Aunque trabajaba fabricando guantes, el padre de Dane era aficionado al teatro. Fabricó un teatro de juguete con el cual hacían representaciones cobrando por las mismas, y en las cuales participaban Dane y su hermano Reinald. Además, su padre era telonero en el teatro local, acompañándole en ocasiones sus hijos, lo cual, según Dane, fue la fuente de su vocación.
En 1900 Dane y su hermano eran aprendices de mecánica, una ocupación que el actor desempeñaría en diferentes ocasiones a lo largo de su vida.
En 1907 empezó el servicio militar obligatorio con un batallón de artillería. Tras su licenciamiento se casó en 1910 con Carla Dagmar Hagen, una modista, con la cual tuvo dos hijos: Ejlert Carl (1911) e Ingeborg Helene (1912). Se separaron en 1919. Con el inicio de la Primera Guerra Mundial Dane fue llamado a filas. Finalmente ascendió a Cabo antes de licenciarse en 1915.
En Dinamarca, así como en el resto de Europa las expectativas de empleo eran malas. Por ese motivo en 1916 Dane emigró a los Estados Unidos, solo y sin conocer el inglés. El día de su llegada encontró empleo en una fundición. Más adelante, ese mismo año, se trasladó a Lincoln (Nebraska) donde trabajó como mecánico de automóviles. El verano de 1917 volvió a Nueva York, donde siguió trabajando como mecánico.

## Inicio de la carrera cinematográfica
A finales de 1917 Dane actuó en su primer film. Fue un pequeño papel en un corto de Vitagraph Studios, filmado en Fort Lee, Nueva Jersey. Sus escenas en este corto fueron cortadas, y se desconoce el título del mismo: probablemente se haya perdido.
Dane actuó después en un film de carácter antigermánico de Warner Brothers, My Four Years in Germany, en el papel del 'Canciller von Bethmann-Hollweg'. Este sería el primero de muchos papeles similares en la carrera inicial de Dane. El film se estrenó el 29 de abril de 1918 y fue un éxito de taquilla, recaudando casi nueve veces su presupuesto.
Su siguiente film fue Wolves of Kultur, que constaba de 15 capítulos con un total de 3 horas de metraje. La película fue estrenada capítulo a capítulo entre 1918 y 1919.
Posteriormente rodó el film escrito por June Mathis To Hell with the Kaiser, retomando el papel de Canciller von Bethmann-Hollweg. Antes de mudarse a Hollywood Dane completó otros 3 filmes, todos ellos con propaganda antigermana y estrenados en 1919.

## Período sin actuar
A principios de 1921 Dane conoció a la inmigrante sueca Helen Benson. Tras ello abandonó el cine y ambos se trasladaron a Van Nuys, California, donde abrieron una granja de pollos. Se casaron el 15 de junio de 1921. El 9 de agosto de 1923 Helen falleció durante el alumbramiento de su hija.
En diciembre de 1923 un viejo amigo de Dane, Charles Hutchison, le convenció para actuar en un serial que estaba produciendo.

## Estrellato
En diciembre de 1924 Robert McIntyre, director de reparto de MGM recomendó a Dane para un papel en el último proyecto de King Vidor. Dane interpretó a Slim en El gran desfile, junto a John Gilbert y Renée Adorée. La película fue un gran éxito, siendo la segunda película de cine mudo más taquillera de todos los tiempos.
Con Rodolfo Valentino y Vilma Bánky trabajó en Son of the Sheik, en el papel de 'Ramadan'. El film fue un éxito y tras la muerte de Valentino fue repuesto en varias ocasiones hasta bien entrados los años treinta.
Tras su trabajo en Son of the Sheik Dane firmó un contrato con MGM en junio de 1926. Empezó a actuar en papeles humorísticos en varias películas, incluyendo The Scarlet Letter (dirigida por Victor Sjöström y protagonizada por Lillian Gish), La Bohème (dirigida por Vidor, con Gish, Gilbert y Adorée), y Alias Jimmy Valentine, con William Haines y Leila Hyams.

## Dane y Arthur

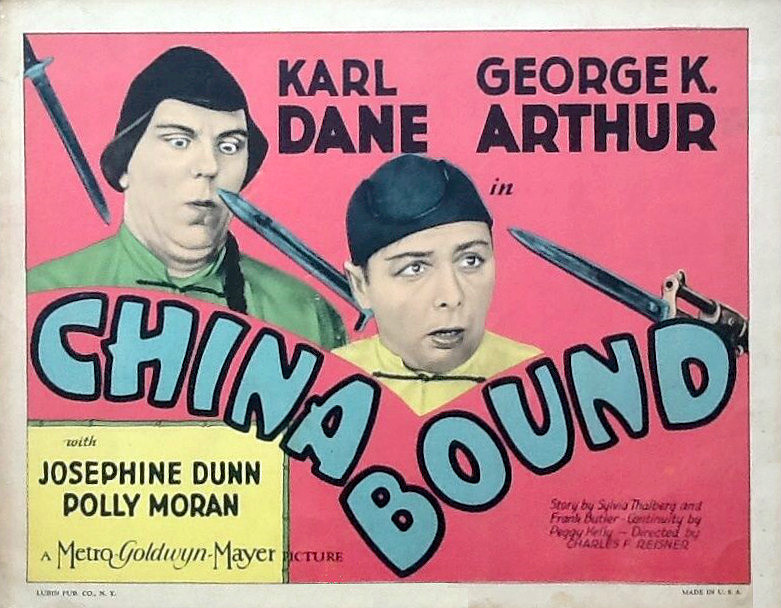
Afiche de 'China Bound', el último título de la pareja Karl Dane y George K. Arthur en 1929.

Poco después de firmar su contrato con MGM Dane empezó a trabajar en el film de Vidor "Bardelys the Magnificent" (en el cual aparecía un joven John Wayne). Fue en esta película que el ejecutivo de MGM Harry Rapf decidió juntar a Dane con George K. Arthur para hacer un dúo cómico.  Fueroin llamados Dane & Arthur.
En mayo de 1927 el primer film del dúo, Rookies, se estrenó consiguiendo un éxito instantáneo. En junio de ese año MGM firmó con Dane un contrato a largo plazo. La pareja consolidó su éxito con películas como "Detectives", "Circus Rookies", y "The Trail of '98". 

## Cine sonoro y declinar
El último corto mudo de Dane & Arthur fue Detectives, rodado en 1928. El 23 de diciembre de 1928 se estrenó su primer film hablado, Brotherly Love. Arthur tenía un aceptable acento británico, pero el fuerte acento danés de Dane hacía difícil comprender su inglés. Por este motivo la pareja solo hizo seis títulos sonoros más, siendo el último China Bound en 1929.
Cinco películas más tarde, en 1930, Dane perdió su contrato con MGM. Más adelante declaró que ello fue consecuencia de una alteración nerviosa y de su necesidad de tomar un descanso. Sin embargo en diciembre Paramount ofreció a Dane & Arthur una gira de vodevil de 23 semanas.  La pareja rodó unos pocos cortos para Paramount y para RKO Pictures también. Se separaron al finalizar la gira de vodevil.
En noviembre de 1931 Dane formó, junto a algunos amigos, una empresa minera llamada Avelina Mines, que resultó un fracaso. En febrero de 1932 volvió al vodevil, en esta ocasión solo, en una representación en un acto. Fue muy mal recibida por la crítica, y se mantuvo poco tiempo en cartel.
En diciembre de 1932 se estrenó el último film de Dane, The Whispering Shadow, con Béla Lugosi.
En el verano de 1933 Dane había abandonado el cine, dedicándose desesperadamente a la minería. Pasó tres meses viajando para encontrar un buen proyecto minerto. Sin embargo la empresa nunca llegó a despegar y se arruinó. Profundamente deprimido trabajó en ocupaciones como mecánico, camarero y carpintero, pero fue incapaz de mantener ninguno de esos empleos.

## Suicidio
A finales de 1933 Dane había adquirido un puesto de hot dogs fuera de los estudios MGM. El negocio falló al ser rehuido por sus anteriores amigos.  Dane intentó después trabajar en su anterior estudio como extra o carpintero pero no fue aceptado.
Poco tiempo después de todo ello, Dane fue encontrado muerto en su apartamento a causa de un disparo de revólver. Se había suicidado disparándose a la cabeza. Nadie reclamó su cuerpo. Un actor danés compañero suyo, Jean Hersholt, insistió para que MGM pagase su funeral y entierro, a lo cual accedió el estudio.  Dane fue enterrado en el Cementerio Hollywood Forever.
Dane había conseguido la ciudadanía estadounidense en 1919.  Al mismo tiempo cambió legalmente su nombre por el de 'Karl Dane'.
Por su dedicación al cine, Dane fue recompensado con una estrella en el Paseo de la Fama de Hollywood, en el 6140 de Hollywood Boulevard.

### Matrimonios
Además de sus matrimonios con Carla Dagmar Hagen y Helen Benson , Dane se casó con la operadora telefónica Emma Awilda Peabody Sawyer, 7 años mayor que él. La boda tuvo lugar el 8 de marzo de 1924, y ambos se separaron el 30 de septiembre de 1924. En junio de 1928 Dane conoció a la bailarina rusa Thais Valdemar. Aunque ellos lo afirmaban, la pareja no llegó a casarse. Vivieron juntos hasta noviembre de 1928.

## Filmografía
- The Whispering Shadow (1933)
- Fast Life (1932)
- Lime Juice Nights (1931)
- Dumbbells in Derbies (1931)
- A Put Up Job (1931)
- New Moon (Claro de luna) (1930)
- Knights Before Christmas (1930)
- A Lady's Morals (1930)
- Dizzy Dates (1930)
- Billy the Kid (1930)
- Broken Wedding Bells (1930)
- Men Without Skirts (1930)
- The Big House (El presidio) (1930)
- Montana Moon (Luz de Montana) (1930)
- Navy Blues (1929)
- The Mysterious Island (1929)
- Speedway (1929)
- China Bound (1929)
- The Duke Steps Out (El piropeador) (1929)
- All at Sea (1929)
- The Voice of the Storm (1929)
- Alias Jimmy Valentine (1928)
- Brotherly Love (Hermano Slim) (1928)
- Detectives (1928)
- Circus Rookies (1928)
- The Trail of '98 (La senda del 98) (1928)
- Baby Mine (1928)
- The Enemy (1927)
- Rookies (El amor hace milagros) (1927)
- Slide, Kelly, Slide (1927)
- The Red Mill (1927)
- War Paint (1926)
- Bardelys the Magnificent (El caballero del amor) (1926)
- The Scarlet Letter (1926)
- The Son of the Sheik (1926)
- Monte Carlo (1926)
- La Bohème (1926)
- His Secretary
- Lights of Old Broadway (1925)
- El gran desfile (1925)
- The Everlasting Whisper
- The Whirlwind (1919)
- Daring Hearts (1919)
- The Great Victory, Wilson or the Kaiser? The Fall of the Hohenzollerns (1919)
- Wolves of Kultur
- To Hell with the Kaiser! (1918)
- Her Final Reckoning (1918)
- The Triumph of Venus (1918)
- My Four Years in Germany (1918)

Como él mismo:
- Crazy House (1930)
- Screen Snapshots Series 9, No. 23 (1930)
- Free and Easy (1930)
- The March of Time (1930)
- The Hollywood Revue of 1929 (1929)